# تیوکونازول
تیوکونازول (انگلیسی: Tioconazole) تیوکونازول یک داروی ضدقارچی از دسته ایمیدازول است که برای درمان عفونت‌های ناشی از قارچ یا مخمر به کار می‌رود. این دارو با نام‌های تجاری Trosyd و Gyno-Trosyd (فایزر، اکنون جانسون و جانسون) به بازار عرضه می‌شود.  پماد تیوکونازول برای درمان عفونت‌های مخمری واژن زنان استفاده می‌رود. آنها در دوزهای یک روزه در دسترس هستند، برخلاف درمان‌های ۷ روزه که معمولاً در گذشته استفاده می‌شد.
اشکال موضعی (پوستی) تیوکونازول نیز برای کرم‌های حلقوی، تینیا کروریس، پای ورزشکاران و تینه‌آ ورسیکالر در دسترس هستند.
این دارو در سال ۱۹۷۵ ثبت اختراع شد و در سال ۱۹۸۲ برای استفاده پزشکی تأیید شد.

## عوارض جانبی
عوارض جانبی تیوکونازول واژینال ممکن است شامل سوزش موقت خارش یا تحریک واژن باشد. تورم یا قرمزی واژن، سختی یا سوزش در هنگام ادرار، سردرد، درد شکم و عفونت دستگاه تنفسی فوقانی توسط افرادی که از تیوکونازول استفاده می‌کنند گزارش شده است. این عوارض جانبی ممکن است فقط موقتی باشند و معمولاً آنقدر در راحتی بیمار تداخل نمی کنند که بر نتیجه آن بیشتر باشد.

## سنتز

سنتز تیوکونازول: